# Lucerne (Missouri)
Lucerne – wieś w Stanach Zjednoczonych, w stanie Missouri, w hrabstwie Putnam.